# Okręgowy Związek Piłki Nożnej w Wilnie
Wileński Okręgowy Związek Piłki Nożnej – stowarzyszenie piłkarskie działające w latach 1922–1939.

## Historia
Związek powstał 22 lutego 1922 roku. Pierwszym prezesem został Jan Weyssenhoff, następni prezesi: od 9 października 1924 dowódca 1pp. leg. płk. Czuma, jego następcą był kolejny wojskowy mjr Zdzisław Zygmunt Wenda, od 1931 Stanisław Downarowicz, od stycznia 1935 Kazimierz Falkowski, od stycznia 1936 Leopold Władysław Jaxa, od 14 grudnia 1937 płk. Franciszek Engel do wybuchu wojny w 1939r.
Wraz z wybuchem wojny związek został zawieszony, a po zakończeniu działań wojennych znalazł się w granicach ZSRR.

## Mistrzowie okręgu
- 1921 - Sokół Wilno
- 1922 - Strzelec Wilno
- 1923 - Wilja Wilno
- 1924 - Pogoń Wilno
- 1925 - (pauza w rozgrywkach)
- 1926 - WKS 1 PP Leg. Wilno
- 1927 - Makabi Wilno
- 1928 - WKS 1 PP Leg. Wilno
- 1939 - Ognisko Wilno
- 1930 - Ognisko Wilno
- 1931 - WKS 1 PP Leg. Wilno
- 1932 - WKS 1 PP Leg. Wilno
- 1933 - Śmigły Wilno
- 1934 - Śmigły Wilno
- 1935 - Śmigły Wilno
- 1936 - Śmigły Wilno
- 1937 - Śmigły Wilno
- 1938 - Makabi Wilno
- 1933 - Śmigły Wilno

## System rozgrywek WOZPN
| Sezony | Poziomy rozgrywkowe w danym sezonie | Poziomy rozgrywkowe w danym sezonie | Poziomy rozgrywkowe w danym sezonie                                       | Poziomy rozgrywkowe w danym sezonie | Poziomy rozgrywkowe w danym sezonie           | Poziomy rozgrywkowe w danym sezonie | Poziomy rozgrywkowe w danym sezonie |
| ------ | ----------------------------------- | ----------------------------------- | ------------------------------------------------------------------------- | ----------------------------------- | --------------------------------------------- | ----------------------------------- | ----------------------------------- |
| Sezony | centralne                           | Okręgowe                            | Okręgowe                                                                  | Okręgowe                            | Okręgowe                                      | Okręgowe                            | Okręgowe                            |
| Sezony | I poziom ligowy                     | II poziom ligowy                    | III poziom ligowy                                                         | IV poziom ligowy                    | Regiony                                       |                                     |                                     |
| 1921   | MP                                  | Mistrz.Wilna                        |                                                                           |                                     | miasto Wilno                                  |                                     |                                     |
| 1922   | MP                                  | Klasa A                             | Klasa B (4 grupy) gr.I Wileńska gr.II Mołodeczno gr.III Grodno gr.IV Lida |                                     | woj.Wileńskie powiat Grodzieńki powiat Lidzki |                                     |                                     |
| 1923   | MP                                  | Klasa A                             | Klasa B (3 grupy) gr.I Wileńska gr.II Mołodeczno gr.III Grodno gr.IV Lida | Klasa C (4 grupy)                   |                                               |                                     |                                     |
| 1924   | MP                                  | Klasa A                             | Klasa B (3 grupy)                                                         | Klasa C (4 grupy)                   |                                               |                                     |                                     |
| 1925   | MP                                  | Klasa A                             | Klasa B (3 grupy)                                                         | Klasa C (4 grupy)                   |                                               |                                     |                                     |
| 1926   | MP                                  | Klasa A                             | Klasa B (3 grupy)                                                         | Klasa C (4 grupy)                   |                                               |                                     |                                     |
| 1927   | Liga                                | Klasa A                             | Klasa B (3 grupy)                                                         | Klasa C (4 grupy)                   |                                               |                                     |                                     |
| 1928   | Liga                                | Klasa A                             | Klasa B (3 grupy)                                                         | Klasa C (4 grupy)                   |                                               |                                     |                                     |
| 1929   | Liga                                | Klasa A                             | Klasa B (3 grupy)                                                         | Klasa C (4 grupy)                   |                                               |                                     |                                     |
| 1930   | Liga                                | Klasa A                             | Klasa B (3 grupy)                                                         | Klasa C (4 grupy)                   |                                               |                                     |                                     |
| 1931   | Liga                                | Klasa A                             | Klasa B (3 grupy)                                                         | Klasa C (4 grupy)                   |                                               |                                     |                                     |
| 1932   | Liga                                | Klasa A                             | Klasa B (3 grupy)                                                         | Klasa C (4 grupy)                   |                                               |                                     |                                     |
| 1933   | Liga                                | Klasa A                             | Klasa B (3 grupy)                                                         | Klasa C (4 grupy)                   |                                               |                                     |                                     |
| 1934   | Liga                                | Klasa A                             | Klasa B (3 grupy)                                                         | Klasa C (4 grupy)                   |                                               |                                     |                                     |
| 1935   | Liga                                | Klasa A                             | Klasa B (3 grupy)                                                         | Klasa C (4 grupy)                   |                                               |                                     |                                     |
| 1936   | Liga                                | Klasa A                             | Klasa B (3 grupy)                                                         | Klasa C (4 grupy)                   |                                               |                                     |                                     |
| 1937   | Liga                                | Klasa A                             | Klasa B (3 grupy)                                                         | Klasa C (4 grupy)                   |                                               |                                     |                                     |
| 1938   | Liga                                | Klasa A                             | Klasa B (3 grupy)                                                         | Klasa C (4 grupy)                   |                                               |                                     |                                     |
| 1939   | Liga                                | Klasa A                             | Klasa B (3 grupy)                                                         | Klasa C (4 grupy)                   |                                               |                                     |                                     |

- w Nawiasach ilość drużyn występujących w danej grupie.

## Zmiany nazw i fuzje klubów wileńskich
| sezon/rok | Kluby       | Kluby                        | Kluby                                 | Kluby         | Kluby           | Kluby       | Kluby   |                     |
| --------- | ----------- | ---------------------------- | ------------------------------------- | ------------- | --------------- | ----------- | ------- | ------------------- |
| 1921      | Sokół       | AZS                          |                                       |               | WKS             | WKS 5PP     |         |                     |
| 1922      | Strzelec    | AZS                          |                                       | ? KKS Ognisko | WKS             | WKS 5PP     | WKS 1PP |                     |
| 1923      | Lauda       | fuzja z Laudą                |                                       | ? KKS Ognisko | WKS             | WKS 5PP     | WKS 1PP |                     |
| 1924      | Wilja       | -                            | PZS Lauda                             | ? KKS Ognisko | Pogoń           | fuzja z WKS | WKS 1PP |                     |
| 1925      | Wilja       | -                            | PZS Lauda                             | KKS Ognisko   | Pogoń           | -           | WKS 1PP |                     |
| 1926      | Wilja       | -                            | PZS Lauda                             | KKS Ognisko   | Pogoń           | -           | WKS 1PP |                     |
| 1927      | fuzja z AZS | AZS (reaktywkacja)           | PZS Lauda                             | KKS Ognisko   | Pogoń           | -           | WKS 1PP |                     |
| 1928      | -           | AZS                          | PZS Lauda                             | KKS Ognisko   | Pogoń           | -           | WKS 1PP |                     |
| 1929      | -           | AZS                          | PZS Lauda                             | KKS Ognisko   | Pogoń           | -           | WKS 1PP |                     |
| 1930      | -           | AZS rozw. sekcję piłki nożn. | PZS Lauda sekcję AZS-u przejęła Lauda | KKS Ognisko   | fuzja z 1PP     | -           | WKS 1PP | WKS 6PP (nowy klub) |
| 1931      | -           | bez sekcji p.n.              | PZS Lauda                             | KKS Ognisko   | bez sekcji p.n. | -           | WKS 1PP | WKS 6PP             |
| 1932      | -           | bez sekcji p.n.              | PZS Lauda                             | KKS Ognisko   | ?               | -           | WKS 1PP | WKS 6PP             |
| 1933      | -           | bez sekcji p.n.              | Lauda wchłonięta przez KPW Ognisko    | KPW Ognisko   | ?               | -           | Śmigły  | fuzja 1PP           |
| 1934      | -           | bez sekcji p.n.              | -                                     | KPW Ognisko   | ?               | -           | Śmigły  | -                   |

- W 1930 powstał nowy klub Lauda pod patronatem pocztowców. Przejął sekcję piłki nożnej AZS.

## Kluby piłkarskie wileńszczyzny
| Miasto / Populacja stan na 9.12.1931 | Klub                                                                                 | rodz.                                               | Rok zał.-rozw.            | Opis |
| ------------------------------------ | ------------------------------------------------------------------------------------ | --------------------------------------------------- | ------------------------- | --- |
| Województwo wileńskie                |                                                                                      |                                                     |                           | |
| Dokszyce, 3262                       | b.d.                                                                                 | -                                                   | -                         | |
| Dzisna, 4808                         | b.d.                                                                                 | -                                                   | -                         | |
| Druja, wieś 3375                     | Strzelec Druja                                                                       | KS Związku Strzeleckiego                            | b.d.                      | sekcje: koszykówka |
| Druja, wieś 3375                     | Gimnazjum Druja                                                                      | KS                                                  | b.d.                      | sekcje: siatkówka |
| Głębokie, 7544                       | GKS Głębokie                                                                         | Głębocki KS                                         | rok                       | opis |
| Mołodeczno, 5964                     | WKS 86PP Mołodeczno                                                                  | Wojskowy KS                                         | rok                       | opis |
| Mołodeczno, 5964                     | KPW Mołodeczno                                                                       | Kolejowe Przysposobienie Wojskowe                   | b.d.                      | sekcje: piłka nożna |
| Nowa Wilejka, 6961                   | WKS 85PP "Czrani" Nowa Wilejka                                                       | Wojskowy KS                                         | 192?? - 192?              | "Czarni" |
| Nowo-Święciany, 3838                 | ZBK Nowo-Święciany                                                                   | Związek Bezpieczeństwa Kraju                        | 1922-?                    | opis |
| Oszmiana, 7334                       | b.d.                                                                                 | -                                                   | -                         | - |
| Podbrodzie, 2588                     | ZBK Podbrodzie                                                                       | Związek Bezpieczeństwa Kraju                        | sierpień 1921 - ?         | opis |
| Radoszkowicze, 2574                  | b.d.                                                                                 | -                                                   | -                         | - |
| Raków, 3481                          | b.d.                                                                                 | -                                                   | -                         | - |
| Smorgonie, 4090                      | b.d.                                                                                 | -                                                   | -                         | - |
| Święciany, 5893                      | 1922 - ZBK Święciany 1923 - ZBK Granat Święciany                                     | Związek Bezpieczeństwa Kraju                        | 1922-?                    | piłka nożna, ... |
| Święciany, 5893                      | Seminarium Święciany                                                                 | Państwowe Seminarium Nauczycielskie                 | 193?-?                    | sekcje: lekkatletyka, siatkówka.                                                                                        |
| Troki, 2805                          | WKS 22BAON KOP Troki                                                                 | Wojskowy KS                                         | b.d.                      | sekcje: b.d. (1928) |
| Troki, 2805                          | Strzelec Troki                                                                       | KS Związku Strzeleckiego                            | b.d.                      | sekcje: wioślarska |
| Wilejka, 5848                        | KS Wilejka                                                                           | KS                                                  | 15.05.1927-1939 - 1939    | opis |
| Wilno, 196 383                       | PKS Wilja Wilno                                                                      | lipiec 1921-1922                                    | opis                      | |
| Wilno, 196 383                       | WKS 5PP Wilno                                                                        | Wojskowy KS                                         | 1922-1924                 | opis 1926 mecze??? |
| Wilno, 196 383                       | 1921 - WKS Wilno 1924 - Pogoń Wilno                                                  | Wojskowy KS                                         | 5.08.1921-1939            | W 1924 fuzja z 5PP i zmiana nazwy na Pogoń. W 1930 fuzja WKS 1PP. sekcje: piłka nożna (do 1930), wioślarska, bokserska. |
| Wilno, 196 383                       | ZBK Wilno                                                                            | Związek Bezpieczeństwa Kraju                        | 1921-1921                 | Klub przeistoczył się w KS ZBK Sokół.                                                                                   |
| Wilno, 196 383                       | 1921 - Sokół Wilno 22.01.1922 - Strzelec Wilno 1923 - Lauda Wilno 1924 - Wilja Wilno | Wojskowy KS                                         | 1921-1927                 | W 1927 klub został rozwiązany, sekcję piłki nożnej przejął reaktywowany AZS.                                            |
| Wilno, 196 383                       | Wilja Wilno                                                                          | KS                                                  | 193?-1939                 | sekcje: tenisowa, siatkarska 33                                                                                         |
| Wilno, 196 383                       | PZS Lauda Wilno                                                                      | KS Pocztowy Związek Sportowy                        | 1928-1932                 | sekcje: piłka nożna. 1932 Lauda wchłonięta przez KPW Ognisko.                                                           |
| Wilno, 196 383                       | AZS Wilno                                                                            | Akademicki KS                                       | 1921-1939                 | Sekcja piłki nożnej 1921-1922 oraz 1927-1929.                                                                           |
| Wilno, 196 383                       | WKS 1PP Wilno                                                                        | Wojskowy KS                                         | 1922-1933                 | W 1930 fuzja z Pogonią, w 1933 fuzja z 6PP, zmiana nazwy na Śmigły.                                                     |
| Wilno, 196 383                       | Śmigły Wilno                                                                         | Wojskowy KS                                         | 1933-1939                 | opis 1933 Połączenie z 1PP,                                                                                             |
| Wilno, 196 383                       | Ognisko Wilno                                                                        | Kolejowe Przysposobienie Wojskowe                   | rok                       | opis |
| Wilno, 196 383                       | Gimnazjum Wilno                                                                      | Gimnazjalny KS                                      | (1924)-?                  | Chodzi o Gimnazjum im.A.Mickiewicza                                                                                     |
| Wilno, 196 383                       | Makabi Wilno                                                                         | Żydowski KS                                         | 1922-1939                 | Ponownie zarejestrowane w 1921. opis (XI.1927 - sekcja hokeja)                                                          |
| Wilno, 196 383                       | WKS 3PAC Wilno                                                                       | Wojskowy KS                                         | rok                       | opis |
| Wilno, 196 383                       | WKS 9PAC Wilno Wilno                                                                 | Wojskowy KS                                         | rok                       | opis |
| Wilno, 196 383                       | HKS Wilno                                                                            | Harcerski KS                                        | rok                       | opis zwany tez 13 drużyna Harcerska                                                                                     |
| Wilno, 196 383                       | WKS 8PP Wilno                                                                        | Wojskowy KS                                         | 1924                      | 1924 fuzja z WKS Wilno, powstał klub WKS Pogoń Wilno.                                                                   |
| Wilno, 196 383                       | WKS 6PP Wilno                                                                        | Wojskowy KS                                         | 1922-1926 1930-1933       | W 1933 fuzja z WKS 1PP, powstał klub Śmigły Wilno.                                                                      |
| Wilno, 196 383                       | Sparta Wilno                                                                         | Polski Czerwony Krzyż Sparta                        | 1922-1939                 | W 1925 TS Strzelec przejął sekcję piłkarską Sparty.                                                                     |
| Wilno, 196 383                       | ŻAKS Wilno                                                                           | Żydowski Amatorski KS                               | 1924-1939                 | opis |
| Wilno, 196 383                       | Iskra Wilno                                                                          | KS                                                  | rok-1933                  | opis |
| Wilno, 196 383                       | RKS Siła Wilno                                                                       | Robotniczy KS                                       | (1927)-1933               | W maju 1928r. uruchomiona sekcja piłki nożnej.                                                                          |
| Wilno, 196 383                       | PT Sport                                                                             | KS                                                  | X.1927-?                  | opis Przeglląd Sportowy 1927 nr.46                                                                                      |
| Wilno, 196 383                       | Szturm Wilno                                                                         | KS                                                  | 91927)-1939               | opis 1927 |
| Wilno, 196 383                       | Jutrznia Wilno                                                                       | Robotnicze Stowarzyszenie Wychowania Fizycznego     | 1930-1939                 | opis 1930 kl.B |
| Wilno, 196 383                       | Drukarz Wilno                                                                        | KS przy Związku Zawodowym Drukarzy                  | 11.06.1930-1939           | opis |
| Wilno, 196 383                       | RKS TUR Wilno                                                                        | Robotniczy KS Towarzystwa Uniwersytetu Robotniczego | (1931)-(1932)             | Klub wystąpił kl.B w 1931, został rozwiązany w 1931 lub 1932 roku.                                                      |
| Wilno, 196 383                       | PKS Wilno                                                                            | Policyjny KS                                        | (1929)-1939               | grał w 1931 w B |
| Wilno, 196 383                       | SMP Wilno                                                                            | Stowarzyszenie Młodzieży Polskiej pow.z KSM         | b.d.                      | sekcja: lekkatletyka, pływacka.                                                                                         |
| Wilno, 196 383                       | KSMR Wilno                                                                           | KS Młodzieży Rzemieślniczej                         | b.d.                      | sekcja: kolarska |
| Wilno, 196 383                       | KS Rodzina Kolejowa Wilno                                                            | KS Rodziny Kolejowej                                | 1933-b.d.                 | sekcje: jazda konna, gimnastyka, strzelectwo, narciarstwo (33)                                                          |
| Wilno, 196 383                       | WTCiM Wilno                                                                          | Wileńskie Towarzystwo Cyklistów i Motocyklistów     | b.d.                      | sekcje: kolarska, motocyklowa.                                                                                          |
| Wilno, 196 383                       | Strzelec Wilno                                                                       | KS Związku Strzeleckiego                            | b.d.                      | sekcje: kolarska, lakkoatletyczna.                                                                                      |
| Wilno, 196 383                       | Sokół Wilno                                                                          | TS Sokół                                            | b.d.                      | sekcje: lakkoatletyczna.                                                                                                |
| Wilno, 196 383                       | Klub Prawników Wilno                                                                 | KS Prawników                                        | V.1934-b.d.               | sekcje: tenisowa. |
| Wilno, 196 383                       | Hapoel Wilno                                                                         | Robotniczy Żydowski KS                              | (1932)-1939               | sekcje: piłka nożna, |
| Województwo Nowogródzkie             |                                                                                      |                                                     |                           | |
| Baranowicze, 22 893                  | WKS 78PP Baranowicze                                                                 | Wojskowy KS                                         | rok                       | opis |
| Baranowicze, 22 893                  | Makabi Baranowicze                                                                   | Żydowski KS                                         | (1924)-?                  | opis mecze 1924/1926 |
| Baranowicze, 22 893                  | Strzelec Baranowicze                                                                 | KS Związku Strzeleckiego                            | rok                       | opis |
| Baranowicze, 22 893                  | Świtezianka Baranowicze                                                              | KS                                                  | (1924)-?                  | opis mecze 1924/1926 |
| Baranowicze, 22 893                  | Ognisko Baranowicze                                                                  | Kolejowe Przysposobienie Wojskowe                   | (1924)-1939               | do 1925 KKS, opis mecze 1924/1926                                                                                       |
| Baranowicze, 22 893                  | (Merkury Baranowicze)                                                                | KS                                                  | 1927-?                    | |
| Baranowicze, 22 893                  | Sokół Baranowicze                                                                    |                                                     | 1926?                     | mecze 27/1928 |
| Kleck, 6196                          | b.d.                                                                                 | KS                                                  | rok                       | opis |
| Lachowicze, 4547                     | b.d.                                                                                 | KS                                                  | rok                       | opis |
| Lida, 19 490                         | WKS 76PP Lida                                                                        |                                                     |                           | |
| Lida, 19 490                         | Strzelec Lida                                                                        | KS Związku Strzeleckiego                            | 192?-?                    | opis mecze 1927,1929 |
| Lida, 19 490                         | PKS Lida                                                                             | Policyjny KS                                        | (1930) - akces do klasy B | |
| Lida, 19 490                         | ŻKS Lida                                                                             | Żydowski KS                                         | (1930) - akces do klasy B | |
| Lida, 19 490                         | LOSO Lidia                                                                           | LOSO - Lidzka Ochotnicza Straż Ogniowa              | (1926)-?                  | 1930 - akces do klasy B                                                                                                 |
| Lida, 19 490                         | (Sparta Lida)                                                                        | KS                                                  | rok                       | opis 1927 to chyba PKS Sparta? lub Sparta B-stok                                                                        |
| Lida, 19 490                         | Przyszłość Lida                                                                      | KS                                                  | rok                       | opis 1928 |
| Lida, 19 490                         | WKS 11PLOT Lida                                                                      | Wojskowy KS                                         | rok                       | opis 1928 |
| Nieśwież, 7357                       | b.d.                                                                                 | KS                                                  | rok                       | opis |
| Nowogródek, 9567                     | Makabi Nowogródek                                                                    | Żydowski KS                                         | (1929)-1939               | opis 1929 |
| Nowogródek, 9567                     | PKS Nowogródek                                                                       | Policyjny KS                                        | (1929)-1939               | opis mecz 1929 |
| Nowogródek, 9567                     | OSA Nowogródek                                                                       | KS                                                  | (1922)-19??               | opis mecz 1929 |
| Słonim, 16 284                       | WKS 80PP Słonim                                                                      | zwany także WKS Słonim Wojskowy KS                  | (1922)-?                  | 1929 |
| Słonim, 16 284                       | ŻKS Słonim                                                                           | Żydowski KS                                         | rok                       | opis 1929 |
| Słonim, 16 284                       | Makabi Słonim                                                                        | Żydowski KS                                         | (1930)-1939               | opis 1930 |
| Słonim, 16 284                       | Nordyja Słonim                                                                       | Żydowski KS                                         | rok                       | opis 1935 |
| Stołpce, 6569                        | PKS Niemen Stołpce                                                                   | Policyjny KS                                        | (1929)-1939               | opis |
| Stołpce, 6569                        | Strzelec Stołpce                                                                     | KS Związku Strzeleckiego                            | b.d.                      | opis |
| Stołpce, 6569                        | KPW Stołpce                                                                          | Kolejowe Przysposobienie Wojskowe                   | b.d.                      | opis |
| Wołożyn, 6269                        | b.d.                                                                                 | KS                                                  | rok                       | opis |
| Zdzięcioł, 3746                      | b.d.                                                                                 | KS                                                  | rok                       | opis |
| Żyrowice, (wieś)                     | KS Żyrowice                                                                          | KS                                                  | (1929)-1939               | brak |
| Ludwikowo, (wieś)                    | WKS BAON Ludwikowo                                                                   | KS                                                  | rok                       | opis mecz 1930 |

- () - rok w nawiasach oznacza przybliżoną lub nie potwierdzoną datę założenia

| kluby wojskowe, ZBK i Strzeleckie (para wojskowe) |
| kluby żydowskie                                   |
| kluby branżowe: policyjne, straży pożarnej        |
| pozostałe kluby cywilne, i inne stowarzyszenia    |